# Orla Jørgensen
Anton Oving Orla Jørgensen (født 25. maj 1904 i Ordrup, død 29 juni 1947 i Gentofte) var en dansk cykelrytter fra LCC, Kongens Lyngby, som vandt guldmedalje i 100 km holdkørsel på landevej ved de olympiske lege i Amsterdam, Holland i 1928 sammen med Henry Hensen, Poul Sørensen og Leo Nielsen.
Orla Jørgensen var bror til cykelrytteren Henry Jørgensen.